# Moshensky (huyện)
Huyện Moshensky (tiếng Nga: ? райо́н) là một huyện hành chính tự quản (raion), của Tỉnh Novgorod, Nga. Huyện có diện tích 2553 kilômét vuông, dân số thời điểm ngày 1 tháng 1 năm 2000 là 10000 người. Trung tâm của huyện đóng ở Moshenskoye.